# Paul Carell
Paul Carell, narozen jako Paul Karl Schmidt, (2. listopadu 1911 v Kelbra, Kyffhäuser – 20. června 1997 v Rottach-Egern) byl SS-Obersturmbannführer, mluvčí ministra zahraničních věcí Joachima von Ribbentropa a po roce 1945 úspěšný spisovatel a novinář listů Die Zeit a Der Spiegel.

## Život

### Kariéra nacionálního socialisty
Vyrůstal v malém městě Kelbra jako jediné dítě svobodné matky Henrietty Schmidtové v domě svého děda obuvníka Karla Schmidta. Mládí prožil v jednoduchých, avšak zajištěných poměrech.
Do NSDAP a SA vstoupil již v posledním roce gymnázia (1931). Po uchopení moci nacisty vystoupil dne 10. května 1933 jako studentský řečník při pálení knih v Kielu. Působil rovněž na dalších pozicích v Národně socialistickém německém svazu studentstva a v roce 1935/36 převzal úřad župního studentského vůdce pro Šlesvicko-Holštýnsko. V roce 1936 promoval na univerzitě v Kielu na doktora filozofie, disertační prací "Přínosy k teorii významových symbolů v indogermánských jazycích". Následně se stal na této univerzitě vědeckým asistentem v psychologickém ústavu. V roce 1938 vstoupil do SS (členské č. 308263). Poté byl jmenován legačním radou II. třídy v tiskovém a zpravodajském oddělení ministerstva zahraničí.
V roce 1940 byl v SS povýšen na Obersturmbannführera. V témže roce se stal tiskovým mluvčím ministra zahraničí Joachima von Ribbentropa a vyslancem I.třídy. V této funkci mu byl podřízen informační a tiskový odbor ministerstva zahraničí.
Jeho hlavním úkolem na ministerstvu bylo vedení denních tiskových konferencí. Proto je také považován za jednoho z hlavních propagandistů nacionálního socialismu během druhé světové války. Měl rozhodující vliv na nejrozšířenější propagandistický časopis nacionálně-sociální strany "Signal", který byl vydávaný nákladem 2,5 mil. výtisků. Nedávný výzkum také doložil, že jeho vliv byl přinejmenším srovnatelný s Otto Dietrichem, (říšským tiskovým vedoucím u Adolfa Hitlera) a Hansem Fritzschem (tiskovým vedoucím na říšském ministerstvu propagandy).
Je skutečností, že prostřednictvím propagandy ospravedlňoval holokaust. Toto propagandistické odůvodnění bylo prováděno ve spolupráci s Kulturně politickým oddělením,jemuž předsedal Franz Six a oddělením pracovní skupiny "Vnitro II" s jeho ředitelem Horstem Wagnerem – spojkou mezi Ribbentropem a Himmlerem a zastupujícím vedoucím židovského referátu ministerstva zahraničí promovaným juristou Eberhardem von Thadden.
Když byly koncem června 1942 slovenskou vládou zastaveny deportace Židů, zvýšila německá strana svůj tlak na ministerského předsedu Tuku. Schmidt jako mluvčí ministerstva zahraničí mezitím v Bratislavě (Preßburgu) vysvětloval tamnímu tisku, že židovský problém je problém politické hygieny, který musí být všude potlačován, aby se zabránilo rozkladu národního organismu.
V květnu 1944 zase radil, jak zabránit obvinění z masových vražd při deportacích maďarských Židů:
"Navrhované opatření (proti Židům v Budapešti) bude, vzhledem k jeho rozsahu, přitahovat pozornost a způsobí prudkou reakci. Odpůrci budou křičet o pronásledování atd. a za použití hrůzných zpráv se pokusí získat podporu neutrálů. Chtěl bych proto navrhnout, že pokud se má tomuto zabránit, je třeba vytvořit vnější příčiny a důvody k této akci, jako například nálezy výbušnin v židovských spolkových objektech a synagogách, sabotážních organizací, podvratných plánů, útoky na policisty, devizové vydírání ve velkém stylu s cílem oslabení maďarského hospodářství. Poslední kapkou pro tuto akci by musel být nějaký křiklavý případ, který by tuto velkorazii spustil."
Jako vedoucí tiskového oddělení ministerstva zahraničí v roce 1943 napsal: "Židovská otázka není otázkou humanity nebo náboženství, je to pouze a jenom otázka politické hygieny" "Židovství musí být likvidováno kdekoli se objeví, protože je to politický patogen, enzym rozkladu a smrt každého národního organismu. (...)..
Nacistické plány pro Evropu propagoval v stopách svého přítele Franze Alfreda Sixe, vedle konkrétních výzev k vraždění Židů. Ve své knize "Rukojeť Evropy" píše v roce 1943 o Ose s Itálií: "My Národní socialisté, musíme evropský prostor nově uspořádat. Evropa může žít v budoucnosti pouze ve fašistické a nacionálně socialistické formě života. (...) Poté co západní liberální principy ztratily schopnost pro překonání životní bídy, stojí obě země před vytvořením evropského systému států, před velkým revolučním úkolem".

### Po válce
Schmidt byl 6. května 1945 zatčen a téměř dva a půl roku internován. Dlouho zůstávalo nejisté, zda by se měl objevit u soudu jako obžalovaný, nebo jako svědek obžaloby. V procesu "Wilhelmstrasse" nakonec vystoupil v trestním stíhání jako svědek obžaloby a hrál roli ochránce demokratické svobody tisku.
Od roku 1965 do roku 1971 vedlo proti němu státní zastupitelství ve Verdenu vyšetřování pro podezření z trestného činu vraždy. Ale zjišťovací řízení, které mělo objasnit jeho zapletení do vražd maďarských Židů, bylo bez výsledku zastaveno. Tak se nikdy nemusel před soudem za svou činnost v nacistickém státě zodpovídat.

### Kariéra spisovatele a politického publicisty.
Po druhé světové válce žil v Scheeßelu, kde byl v letech 1958–1974 místopředsedou zřizovatele školního společenstva Eichenschule eG, soukromého gymnázia Eichenschule Scheeßel.
Od roku 1950 psal příspěvky pro časopis "Krystal", který byl vydáván ve vysokém nákladu. Používal zde pseudonym Paul Karell, později Paul Carell.
Souběžně s výše zmíněnými zjišťovacími řízeními začala jeho druhá úspěšná novinářská kariéra. Pracoval jako nezávislý spolupracovník, pod různými pseudonymy, s deníky jako Die Welt a Die Zeit jako P.C. Holm. Psal také pro Norddeutsche Rundschau a Der Spiegel. V tomto zpravodajském magazínu dal do oběhu, a to již 16. ledna 1957, tézi o jediném pachateli požáru Říšského sněmu v roce 1933 Marinusu van der Lubbe, která zbavovala nacisty obvinění. Byl považován za vlivného poradce nakladatelství Springer-Verlag. Ještě v předstihu takzvaného přezbrojení NATO jadernými zbraněmi středního doletu žádal v roce 1979 v Axel Springerově Welt am Sonntag změnu doktríny Bundeswehru ve směru údajně žádoucí takzvané preventivní obrany. Stejný požadavek, doplněný obhajobou neutronové bomby, kladl Carell Schmidt už jeden rok předtím ve svém projevu před nadací Carl Friedrich von Siemens : "Řešením tohoto problému je neutronová bomba. (...) Potřebný vojenský účinek zvýší protivníkovi riziko nasazení těchto zbraní, čímž se zvýší efekt odstrašení a vojenský účinek. Vzhledem k nepostradatelné preventivní obraně, je proto neutronová bomba naléhavě nutná modernizace taktické jaderné zbraně".
Úspěšnost jeho knih, Operace Barbarossa a Spálená země z něj udělala předního poválečného kronikáře bojů v SSSR za druhé světové války. V nakladatelství Ullstein se objevila v roce 1980 jeho kniha Vězni o osudu německých válečných zajatců v Rusku. Tyto knihy měly ve Spolkové republice Německo (v převážné většině) pozitivní odezvu. Například Die Welt napsal: "Přispívá ke snížení resentimentu mezi Němci a Rusy (...) jako kvalifikovaný historik." Historik Bodo Scheurig usuzoval naproti tomu ve Frankfurter Allgemeine Zeitung, že Carellova prezentace ruské kampaně, "ohlupuje ty, kteří jsou náchylní zapomenout a roztrpčuje (ty), kteří mohou těžko zapomenout a trvají na celé pravdě." Jonathan Littell, nechá ve svém, na faktech založeném románu "Ztepilí" vypravěče konstatovat, že Carell své dvousvazkové dílo o válce proti SSSR napsal, aniž jednou zmínil slovo Žid, "vynikající" historiografická práce vzhledem k masovým nacistickým zločinům v této zemi. Sotva něco jasněji prokazuje mentální potlačení těchto zločinů nacisty, jako tato skutečnost.
Roku 1992 vyslovil tvrzení, že výsledek druhé světové války byl po bitvě u Stalingradu stále ještě otevřený. Nakonec přivodilo porážku Německa ve válce jen selhání Adolfa Hitlera. Velení Wehrmachtu a vynikající stratégové, jako například Erich von Manstein mohli dosáhnout, bez jeho zasahování, aspoň nějaký nerozhodný mír.
Do konce svého života popíral německé zločiny na ruském obyvatelstvu. Útok na Sovětský svaz byl preventivní úder k zabránění hrozícímu útoku Rudé armády.

## Výběr z díla
| původní název                                                                                          | rok  | česky                                                                          | překlad                     |
| --- | ---- | ------------------------------------------------------------------------------ | --------------------------- |
| Revolution im Mittelmeer. Der Kampf um den italienischen Lebensraum                                    | 1940 | Revoluce ve Středomoří : boj o italský životní prostor                         | Karel Bor                   |
| Sie kommen! Die Invasion der Amerikaner und Briten in der Normandie 1944                               | 1960 | Útok na pevnost Evropa : invaze 1944 očima poražených                          | René J. Tesař               |
| Unternehmen Barbarossa. Der Marsch nach Rußland                                                        | 1963 | Operace Barbarossa : pochod na Rusko                                           | Leoš Jaren                  |
| Die Wüstenfuchse. Mit Rommel in Afrika                                                                 | 1964 | Lišky pouště : boje v severní Africe za druhé světové války                    | René J. Tesař               |
| Verbrannte Erde. Schlacht zwischen Wolga und Weichsel                                                  | 1964 | Spálená země : Bitva mezi Volhou a Vislou                                      | Leoš Jaren                  |
| Die Gefangenen. Leben und Überleben deutscher Soldaten hinter Stacheldraht                             | 1980 | Vězni : Život a přežití německých vojáků za ostnatým drátem                    | česky nevyšlo               |
| Der Rußlandkrieg Fotografiert von Soldaten. Der Bildband zu Unternehmen Barbarossa und Verbrannte Erde | 1983 | Válka v Rusku : obrazová publikace ke knihám Operace Barbarossa a Spálená země | Josef Otáhal                |
| Stalingrad. Sieg und Untergang der 6. Armee                                                            | 1992 | Stalingrad : sláva a pád 6. armády                                             | Milan Slavík a Josef Otáhal |